# Юрково (Кемеровская область)
Юрково — село в Новокузнецком районе Кемеровской области. Входит в состав Центрального сельского поселения.

## География
Село находится на расстоянии 30 км к юго-востоку от города Новокузнецк, административного центра района. Центральная часть села расположена на высоте 267 м над уровнем моря.

## Население
| 2010 |
| ---- |
| 4    |

### Половой состав
По данным Всероссийской переписи населения 2010 года, в селе проживало 4 человека (3 мужчины и 1 женщина).

## Инфраструктура
В селе находится грузовая железнодорожная станция.